# Bedřich Hofman
Bedřich Hofman (* 5. dubna 1936) je bývalý český fotbalový útočník.

## Hráčská kariéra
V československé lize hrál za Duklu Praha, vstřelil jednu prvoligovou branku. S pražskou Duklou vyhrál mistrovský titul v sezoně 1957/58. Předtím i poté hrál II. ligu za Tatran Teplice. V sezoně 1964/65 hrál II. ligu za Baník DPG Hrdlovka.

### Prvoligová bilance
| Ročník             | Zápasy | Góly | Minuty | Klub           |
| ------------------ | ------ | ---- | ------ | -------------- |
| I. liga 1957/58    | 5      | 1    | 450    | AS Dukla Praha |
| CELKEM I. ČS. LIGA | 5      | 1    | 450    |                |